# Литовченко, Алексей Фёдорович
Алексе́й Фёдорович Лито́вченко (укр. Олексій Федорович Литовченко; 29 ноября 1930, село Антоново-Кодинцево — 16 октября 2011, Днепропетровск) — советский и украинский гидролог, доктор географических наук (1986), профессор (1987).

## Биография
Алексей Фёдорович Литовченко родился в Одесской области. Трудовую деятельность начал в годы Великой Отечественной войны, работая в колхозе. В 1949 году, после окончания Коминтерновской средней школы, поступил на геолого-географический факультет Одесского государственного университета по специальности «инженерная гидрология и водные ресурсы».
В 1954 году, закончив обучение в вузе, поехал в Актюбинскую область Казахстана на освоение целинных и залежных земель. В 1958 году возглавил Алма-Атинскую селестоковую станцию Гидрометеослужбы Казахской ССР. С 1966 года работал старшим научным сотрудником, а затем заведующим лабораторией водного баланса Казахского научно-исследовательского института плодоводства и виноградарства. Одновременно был доцентом кафедры гидрологии суши Казахского государственного университета; с 1971 по 1977 год заведовал ей.
В 1978 году вернулся на Украину. Занимал должность доцента, а потом профессора кафедры гидрологии и гидрогеологии Украинского института инженеров водного хозяйства в городе Ровно. С 1988 года работал в Днепропетровском сельскохозяйственном институте, где возглавлял кафедру сельскохозяйственных гидротехнических мелиораций и одновременно на протяжении 13 лет был деканом гидромелиоративного факультета.
После выхода на пенсию продолжал работать профессором той же кафедры, вёл подготовку научно-педагогических кадров для факультета, руководил работой аспирантов и созданной им Проблемной лабораторией по гидрологии и экологии почв.
Алексей Фёдорович Литовченко подготовил 9 кандидатов наук, опубликовал более 160 научных работ, в том числе 4 монографии, 8 учебников и учебных пособий по инженерной гидрологии.

## Вклад в науку
С именем А. Ф. Литовченко связаны оригинальные экспериментальные разработки по изучению элементов водного баланса горных водосборов Заилийского Алатау (Казахстан), нового агрогидрометеорологического метода расчёта ежедневных влагозапасов в почве на каждый день вегетации основных сельскохозяйственных культур в степи и лесостепи Украины. Профессор А. Ф. Литовченко — основатель научной школы по расчётам режимов орошения сельскохозяйственных культур; вместе со своими учениками разработал методику долгосрочного прогноза запасов почвенной влаги и методику расчёта ежедневных запасов почвенной влаги на полях в степи и лесостепи Украины, которая прошла положительные испытания Гидрометеослужбой Украины. Он также является автором не имеющего аналогов в мировой практике метода расчёта режимов орошения сельскохозяйственных культур на подтопленных землях.

## Награды
За заслуги перед наукой, научно-педагогическую и организаторскую деятельность А. Ф. Литовченко удостоен:
- звания «Заслуженный работник народного образования Украины» (1997);
- ордена «Знак Почёта» (2005, по решению коллегии Министерства аграрной политики Украины).